# 惡之花 (2020年電視劇)
《惡之花》（：／），為韓國tvN於2020年7月29日起播出的水木連續劇，由《通往機場的路》、《芝加哥打字機》、《Mother》、《自白》的金哲圭導演與《赤身的消防員》劉晶熙編劇合作打造。此劇講述男主角為了隱藏殘酷過去而改變身分與追蹤其過去的重案組刑警妻子之間，守護愛情及隱藏真相的懸疑愛情故事。
香港由myTV SUPER，台灣由LINE TV獨家跟播，馬來西亞和新加坡地區由爱奇藝與Viu於2020年7月30日起上線。

## 劇情介紹
一位為妻子和女兒無私付出的居家型男，但實際上不帶感情去欺騙妻子而得到現有的一切；一位深愛着丈夫的天真妻子，這對夫婦14年前相識並墜入愛河，戀愛了，結婚了，非常幸福。但是，在幸福之下，充斥着秘密和謊言，沉睡的真相蜷縮着身體。也許愛情來自無知，但是任何人類戰勝不了想要了解真相的慾望。明知要走向崩潰，才會揭開秘密，在真相的沼澤裏，直到盡頭。這是一個關於信仰和真相的故事。兩個最相愛的人之間，也會存在秘密。隨之而來的是真實的痛苦。在最壞的情況下，人們對真相的執着，以及對生活的慾望，還有對愛情的信仰。這一切的一切，都是只有人類才能擁有的感覺。

## 演員陣容

### 主要人物
| 演員   | 角色            | 介紹 | 臺灣配音 |
| 李準基 | 白熙成 （39歲） | 車志元的丈夫，白殷昰的爸爸，金屬工藝家。 表面上白熙成是一個誠實的家庭型男人，可以為妻子和女兒獻出一切，是十分擅長生活和育兒的好丈夫好爸爸。實際上，白熙成為了得到現在的生活，在過去十四年裡欺騙了妻子，掩飾自己真正身分為都賢秀，是十八年前轟動全國的「連州市連環殺人事件」的嫌疑共犯及「佳慶里里長謀殺案」的嫌疑犯，並患有人格障礙症，是一個沒有感情的人，至今仍被警方通緝中。 | 李世揚   |
| 李準基 | 都賢秀 （36歲） | 都海秀的弟弟。 當年只有18歲的都賢秀被傳言是父親都民錫的共犯，自父親自殺及佳慶里里長被殺後，便失蹤至今。 |          |
| 文彩元 | 車志元 （37歲） | 白熙成/都賢秀的妻子，白殷昰的媽媽，重案組刑警。 性格開朗主動，有着一顆充滿好奇的心，以及享受解決案件時的刺激感，所以她對刑警這份職業非常滿意。車志元深愛着丈夫白熙成，以為自己擁有幸福美滿的家庭，是對丈夫無所不知的妻子，殊不知背後隱藏了巨大的謊言。待到表象破滅後，還要親手為愛人銬上手銬。 | 詹雅菁   |
| 張熙軫 | 都海秀 （37歲） | 都賢秀的姐姐，從可怕的過去逃跑出來，是連環殺人犯都民錫的女兒。職業是特技化妝師。 媽媽被父親殺害了，弟弟逃走了，這種充滿黑暗的家族史，理所當然地吸引了世人的關注。記者們用過去的問題折磨她，不知道父親爲什麼做了那種事？殺人時是什麼心情？如何挑選受害者？父親是什麼樣的人？因爲爸爸和弟弟的原因，都海秀沒有喘息的空間。十八年前那個殘酷的夜晚，誰也不知道那天的真相。「姐姐，平凡地生活着吧！」，自從弟弟都賢秀離開至今，再沒有見過他。原本與所有人斷絕連結而生活着，因為某件事而重新與十八年前的連環殺人事件再糾纏起來。 | 楊凱凱   |
| 徐賢宇 | 金武鎮 （36歲） | 《一週》 週刊記者。18年前在家鄉發生的連環謀殺案的罪魁禍首是一名金屬工匠，而他的女兒都海秀是金武鎮的的初戀。 因為認識白熙成的妻子車志元的關係，再次遇上中學同學兼連環殺人事件疑犯都賢秀。 | 孫誠     |

### 白熙成周邊人物
| 演員   | 角色            | 介紹 | 臺灣配音 |
| 孫鐘鶴 | 白滿優 （67歲） | 白熙成的父親，大學醫院院長，外科專家兼急診醫學專家。 作爲大學醫院院長，他集尊敬和憧憬於一身。他以其穩重、溫文爾雅的人品和出色的實力，爲後輩醫生樹立了榜樣。但是，像月亮的背面那樣，沒有人看到白滿優的背面。世界上任何人都無法想像的家庭祕密。十五年前，白滿優遭遇了人生最大的危機，這是一宗事故。爲了不暴露自己的恥辱，雙方進行了妥協。當時覺得那是最好的方法。但是每次看到白熙成都會非常生氣，因為感到好像被剝奪了原本應該享受的平凡生活。 |          |
| 南基愛 | 孔美慈 （64歲） | 白熙成的母親，藥師，經營着藥房。佔有慾非常強烈，當不管是人還是狀況不受她的控制時，會失去耐性及表現得歇斯底里。十五年前，把兒子白熙成的名字借給素不相識的都賢秀，直到現在都還像親生母親一樣長時間地在演戲。 | 魏晶琦   |
| 金智勳 | 白熙成 （39歲） | 真正的白熙成，白滿優和孔美慈的親生兒子。 十五年前因意外事故陷入昏迷狀態，僅能靠醫療器具輔助維生。 | 李景唐   |

### 車志元周邊人物
| 演員   | 角色                    | 介紹 |
| 丁瑞研 | 白殷昰／ 都殷昰 （4歲） | 都賢秀和車志元的女兒。 相比起工作繁重的媽媽車志元，對父親都賢秀更為依賴。是爸媽的開心果，甚至讓祖母孔美慈和祖父白滿優解除武裝，是幸福與和睦的象徵。 |
| 趙慶淑 | 文英玉 （61歲）         | 車志元的母親，經營着超市。 住在女兒夫婦的附近，經常幫忙照顧孫女白殷昰，對待女婿白熙成如親兒子般喜歡和疼愛。                                         |

### 都海秀周邊人物
| 演員   | 角色         | 介紹 |
| 崔秉默 | 都民錫（歿） | 連環殺人犯，都海秀和都賢秀的父親，金屬工藝家。 十八年前轟動全國的「連州市連環殺人事件」的犯人，被查明的被害者有7名，但是實際可能有更多的被害者，在還沒來得及被警察抓住就結束了生命，所以無法查出真相。 |

### 金武鎮周邊人物
| 演員   | 角色            | 介紹                                                            |
| 楊惠珍 | 姜必英 （51歲） | 《一週》週刊的組長，金武鎮的直屬上司。 常常給金武鎮忠告和指點。 |
| 朱譽恩 | 朱記者          | 《一週》週刊記者，金武鎮的後輩。                                |

### 重案組組員
| 演員   | 角色            | 介紹 |
| 林哲亨 | 尹相弼 （51歲） | 重案組部門科長。 雖然作風偏向保守，做事着重程序，但在關鍵時刻會毫不吝惜對重案組3隊作出強大的支援。                               |
| 崔大勳 | 李宇哲 （43歲） | 是車志元所屬的重案組3隊的組長。 為人非常冷靜，因此常給人冷漠的感覺，實則是一位心思細密和體貼的領導者，永遠將組員的安全放在首位。 |
| 崔英俊 | 崔在燮 （43歲） | 重案組3隊的資深刑警，是車志元的直屬上司。 偶爾會無視法律，依個人直覺進行調查的 ‘老派的刑警’。                                    |
| 金秀午 | 林浩俊 （29歲） | 重案組3隊中最年輕的組員。 是車志元的拍檔，非常敬重她。                                                                           |

### 其他人物
| 演員   | 角色           | 介紹                                                                                                   |
| 朴賢俊 | 都賢秀（少年） | 都海秀的弟弟，當年只有18歲的都賢秀被傳言是父親都民錫的共犯，自父親自殺及佳慶里里長被殺後，便失蹤至今。 |
| 林娜榮 | 都海秀（少年） | 都賢秀的姐姐，從可怕的過去逃跑出來，是連環殺人犯都民錫的女兒，金武鎮的初戀。                           |
| 鄭澤玄 | 金武鎮（少年） | 都賢秀的中學同學，喜歡都海秀。                                                                         |
| 李奎福 | 南順吉         | 順吉中餐館的店主，年輕時曾與都賢秀於中國城中餐館一起打工三年之久。                                     |
| 韓美真 | 李江玉         | 南順吉懷孕六個月的妻子。                                                                               |
| 申鉉宗 | 盧萬植         | 中國城中餐館的店主。                                                                                   |
| 尹炳熙 | 朴慶春         | 計程車司機。「連州市連環殺人事件」的最後一名被害者鄭美淑的丈夫。                                       |
| 韓秀妍 | 鄭美淑         | 「連州市連環殺人事件」的最後一名被害者，遺體一直未被找到。                                             |
| 樸美賢 | 張英姬         | 鄭美淑遇害前，最後見到她被擄走的目擊者。                                                               |
| 金基茂 | 廉尚哲         | 職業介紹所社長，從事販賣人口等違法活動。                                                               |
| 田瑛   | 朴順英         | 白滿優和孔美慈家裡的傭人，負責照料昏迷中的白熙成。                                                     |

### 特別出演
| 演員   | 角色           | 介紹                                         | 登場集數    |
| 尹熙錫 | 金相鎮         | 加害患有肥胖症兒子的嫌疑犯，職業為律師。     | 1           |
| 李彥正 | 高惠英         | 金相鎮的妻子，金仁敘的媽媽。                 | 1、8        |
| 金健   | 金仁敘         | 金相鎮和高惠英的兒子，患有兒童肥胖症。       | 1、8、10-11 |
| 朴秀娟 | 裴恩錫         | 兒童肥胖症專科醫生。                         | 1           |
| 柳河成 | 尹智勳         | 12樓之1的小孩，有一隻珍愛的寵物犬。          | 1           |
| 徐藝熙 |                | 尹智勳的媽媽。                               | 1           |
| 李奎福 | 南順吉         | 餐館廚師，都賢秀、金武鎮的舊識。             | 1-4         |
| 金基天 | 李賢石         | 替金武鎮縫合傷口的醫師，對18年前的事略有耳聞 | 5           |
| 朴惠真 | 鄭文玉         | 在家裡死亡的老婦人。                         | 2           |
| 許在浩 | 安鍾九         | 鄭文玉的兒子。                               | 2           |
| 李允雪 | 朴瑞英         | 老人褔利社職員。                             | 2           |
| 朴武炎 | 面部表情指導員 | 白熙成學習各種情感表達的影片裡的指導員。     | 2、4        |
| 朴勝泰 | 吳福子         | 住在佳慶里的老婦，擁有都賢秀的近照。         | 4、10       |
| 尹仁祖 |                | NFS屍檢官                                    | 2           |
| 金美花 | 黃正順         | 職業介紹所職員。                             | 8-10        |
| 李言廷 | 高愛英         | 金尚鎮的妻子，金仁瑞的母親。                 | 01、08、10  |
| 崔英宇 | 李泰燮         | 調酒師。                                     | 9-11        |
| 李彩瓊 |                | 賢秀的催眠治療師                             | 10          |
| 河敏   |                | 收留賢秀學校輔導員                           | 07、10、13  |

## 原聲帶
- Part. 1（發行日期：2020年8月6日）[2]

| 曲序 | 曲目            | 演唱 | 时长 |
| ---- | --------------- | ---- | ---- |
| 1.   | Psycho          | Doko | 3:08 |
| 2.   | Psycho（Inst.） |      | 3:08 |

- Part. 2（發行日期：2020年8月19日）[3]

| 曲序 | 曲目                 | 演唱 | 时长 |
| ---- | -------------------- | ---- | ---- |
| 1.   | In My Heart          | 林妍 | 3:50 |
| 2.   | In My Heart（Inst.） |      | 3:50 |

- Part. 3（發行日期：2020年9月3日）[4]

| 曲序 | 曲目              | 演唱   | 时长 |
| ---- | ----------------- | ------ | ---- |
| 1.   | Feel You          | 申容財 | 3:28 |
| 2.   | Feel You（Inst.） |        | 3:28 |

## 收視率
| 集數       | 播出日期   | AGB收視率        | AGB收視率      |
| 集數       | 播出日期   | 大韓民國（全國） | 首爾（首都圈） |
| ---------- | ---------- | ---------------- | -------------- |
| 1          | 2020/07/29 | 3.357%           | 4.248%         |
| 2          | 2020/07/30 | 2.860%           | 3.155%         |
| 3          | 2020/08/05 | 3.116%           | 3.570%         |
| 4          | 2020/08/06 | 3.735%           | 4.357%         |
| 5          | 2020/08/12 | 2.973%           | 3.060%         |
| 6          | 2020/08/13 | 3.615%           | 4.030%         |
| 7          | 2020/08/19 | 3.526%           | 4.030%         |
| 8          | 2020/08/20 | 3.863%           | 4.358%         |
| 9          | 2020/08/26 | 3.540%           | 4.142%         |
| 10         | 2020/08/27 | 3.659%           | 4.701%         |
| 11         | 2020/09/02 | 3.844%           | 4.250%         |
| 12         | 2020/09/09 | 4.729%           | 5.234%         |
| 13         | 2020/09/10 | 4.456%           | 4.853%         |
| 14         | 2020/09/16 | 4.767%           | 5.246%         |
| 15         | 2020/09/17 | 5.083%           | 5.536%         |
| 16         | 2020/09/23 | 5.715%           | 6.639%         |
| 平均收視率 | 平均收視率 | 3.927%           | 4.463%         |
| 特辑       |            |                  |                |
| 覺醒的真相 | 2020/09/03 | 2.342%           | 2.797%         |

- 收視最低的集數以藍色表示，收視最高的集數以紅色表示，而空格則表示該集的收視沒有相關數據。

## 同時段作品
- KBS 水木連續劇：《出師表》、《Do Do Sol Sol La La Sol》
- MBC 水木迷你連續劇：《十匙一飯》、《當我最漂亮的時候》
- JTBC 水木迷你連續劇：《我們，愛過嗎》、《私生活》

## 話題性
| 日期     | 佔有率 | 排名 | 備註      |
| -------- | ------ | ---- | --------- |
| 7月第4週 | 3.12%  | 8    | 開播前1週 |
| 7月第5週 | 10.74% | 3    |           |
| 8月第1週 | 9.83%  | 4    |           |
| 8月第2週 | 12.58% | 3    |           |
| 8月第3週 | 15.57% | 2    |           |
| 8月第4週 | 16.75% | 2    |           |
| 9月第1週 | 13.35% | 3    |           |
| 9月第2週 | 12.98% | 4    |           |
| 9月第3週 | 14.45% | 3    |           |

| 日期     | 排名   | 排名   | 排名   |
| 日期     | 李準基 | 文彩元 | 金智勳 |
| -------- | ------ | ------ | ------ |
| 7月第5週 | 3      | 5      | -      |
| 8月第1週 | 5      | 8      | -      |
| 8月第2週 | 1      | 3      | -      |
| 8月第3週 | 1      | 3      | -      |
| 8月第4週 | 1      | 4      | -      |
| 9月第1週 | 2      | -      | -      |
| 9月第2週 | 2      | -      | -      |
| 9月第3週 | 2      | 6      | 8      |

## 記事
- 李準基與文彩元時隔三年繼《犯罪心理》後，再度合作主演tvN的電視劇，同時也是李準基與張熙軫時隔五年繼《夜行書生》後再度合作。[7]
- 《惡之花》全體演員研讀劇本照片及官方海報公開 [8]
- 《惡之花》製作發佈會（2020年7月22日）[9]
- 《惡之花》五分鐘長預告 [10]
- 《惡之花》五大看點 [11]
- 南韓新冠肺炎疫情波及演藝圈，多間電視台及製作公司紛紛宣布中斷戲劇製作至8月底。[12][13]

## 外部連結
- 韓國tvN官方網站 （页面存档备份，存于）
- 台灣八大官方網站 （页面存档备份，存于）（繁體中文）
- Daum上《惡之花》的資料
- 在Netflix上觀看《惡之花》

| tvN 水木劇                                 | tvN 水木劇                                | tvN 水木劇 |
| ------------------------------------------ | ----------------------------------------- | ---------- |
|                                            | （2020年7月29日－2020年9月23日）          |            |
| Oh My Baby （2020年5月13日－2020年7月2日） | 九尾狐傳 （2020年10月7日－2020年12月4日） |            |

| 新加坡、 马来西亚、 印度尼西亞 tvN Asia · 星期四、五 新馬 21:50 - 23:05 · 印尼 20:50 - 22:05 | 新加坡、 马来西亚、 印度尼西亞 tvN Asia · 星期四、五 新馬 21:50 - 23:05 · 印尼 20:50 - 22:05 | 新加坡、 马来西亚、 印度尼西亞 tvN Asia · 星期四、五 新馬 21:50 - 23:05 · 印尼 20:50 - 22:05 |
| -------------------------------------------------------------------------------------------- | -------------------------------------------------------------------------------------------- | -------------------------------------------------------------------------------------------- |
|                                                                                              | 惡之花 （2020年7月30日－2020年9月24日）                                                      |                                                                                              |
| Oh My Baby （2020年5月14日－2020年7月3日）                                                   | 九尾狐傳 （2020年10月8日－2020年12月5日）                                                    |                                                                                              |

| 臺灣 八大戲劇台 星期六、日 22:00 - 00:00（兩集連播）            | 臺灣 八大戲劇台 星期六、日 22:00 - 00:00（兩集連播）    | 臺灣 八大戲劇台 星期六、日 22:00 - 00:00（兩集連播） |
| --------------------------------------------------------------- | ------------------------------------------------------- | ---------------------------------------------------- |
|                                                                 | 惡之花 （2020年12月27日－2021年2月7日）                 |                                                      |
| 求婚大作戰 （2020年12月5日－2020年12月26日）                    | 金秘書為何那樣（重播） （2021年2月13日－2021年3月28日） |                                                      |
| 臺灣 八大綜合台 星期一至五 22:00 - 23:00 · 9月1日 21:00 - 23:00 |                                                         |                                                      |
| 她很漂亮（重播） （2021年8月16日－2021年8月31日）               | 惡之花 （2021年9月1日－2021年10月5日）                  | 他就是那傢伙 （2021年10月6日－2021年11月9日）        |

| 马来西亚 TV3 星期二至四 23:00 - 00:00     | 马来西亚 TV3 星期二至四 23:00 - 00:00 | 马来西亚 TV3 星期二至四 23:00 - 00:00 |
| ----------------------------------------- | ------------------------------------- | ------------------------------------- |
|                                           | 惡之花 （2021年8月19日－2021年）      |                                       |
| 模范刑警 （2021年6月24日－2021年8月18日） | —                                     |                                       |